# Галејша (Илиноис)
Галејша (енгл. Galatia) град је у америчкој савезној држави Илиноис.

## Демографија
По попису из 2010. године број становника је 933, што је 80 (-7,9%) становника мање него 2000. године.
| Група             | 2000.       | 2010.       |
| Белци             | 990 (97,7%) | 897 (96,1%) |
| Афроамериканци    | 1 (0,1%)    | 5 (0,5%)    |
| Азијати           | 0 (0,0%)    | 1 (0,1%)    |
| Хиспаноамериканци | 9 (0,9%)    | 12 (1,3%)   |
| Укупно            | 1.013       | 933         |